# آریبرت هیمان
آریبرت هیمان (آلمانی: Aribert Heymann; ۹ دسامبر ۱۸۹۸ – ۱ ژانویهٔ ۱۹۴۶) بازیکن هاکی روی چمن اهل آلمان بود.